# Кизил (приток Уфы)
Кизил — река в России на Южном Урале, правый приток Уфы (впадает в Долгобродское водохранилище), протекает по Челябинской области. Устье реки находится в 878 км по правому берегу реки Уфа. Длина реки составляет 35 км.

## Данные водного реестра
По данным государственного водного реестра России относится к Камскому бассейновому округу, водохозяйственный участок реки — Уфа от истока до Долгобродского гидроузла, речной подбассейн реки — Белая. Речной бассейн реки — Кама.
Код объекта в государственном водном реестре — 10010200812111100020151.